# Amelie Muthsam
Amelie Muthsam (* 16. November 2002 in Wien) ist eine österreichische Politikerin (SPÖ). Seit 2022 ist sie Landesvorsitzende der Sozialistischen Jugend Niederösterreich und stellvertretende Vorsitzende der SPÖ Niederösterreich. Seit dem 27. März 2025 ist sie vom Niederösterreichischen Landtag entsandtes Mitglied des Bundesrates.

## Leben
Muthsam besuchte das BORG Krems und maturierte 2021 mit Auszeichnung. Anschließend begann sie ein Studium der Rechtswissenschaften an der Universität Wien.
Nachdem ihrer Tätigkeit als stellvertretende Schulsprecherin war Muthsam von August 2021 bis September 2022 Landesgeschäftsführerin der Aktion Kritischer Schüler_innen (AKS) Niederösterreich.
Seit Juli 2022 ist sie Landesvorsitzende der Sozialistischen Jugend (SJ) Niederösterreich, dort fungiert sie auch als stellvertretende Verbandsvorsitzende. Zudem ist sie seit 2022 Mitglied des Gemeinderates von Krems an der Donau. Bei der Landtagswahl in Niederösterreich 2023 war sie Jugendkandidatin der SPÖ. Sie verpasste den Einzug.
Nachdem Ulrike Königsberger-Ludwig von der Landesregierung in die Bundesregierung wechselte, übernahm Eva Prischl diesen Posten. Nachdem Elvira Schmidt Prischls Amt der 3. Landtagspräsidentin übernahm, rückte dieser wiederum Doris Hahn in den Landtag nach, wodurch Hahns Bundesratsmandat zugunsten von Muthsam frei wurde.